# Sinadens
Els Sinadens (grec: Συναδηνός, Sinadenós) foren una família aristocràtica de l'Imperi Romà d'Orient mitjà-tardà que provenia de Sínnada (Frígia).
El nom de la família és documentat per primera vegada en un segell, però el primer membre conegut és Filet Sinadè, kritís (jutge) de Tars cap al 1000/1006. Durant els segles xi i xii, diversos membres de la família serviren com a comandants militars, amb vincles amb les grans famílies aristocràtiques dels Botaniates i els Comnens. L'emperador Nicèfor III Botaniates concedí la mà d'una dona de la família al rei hongarès Géza I, mentre que Basili Sinadè fou governador del tema de Dirràquion a la dècada del 1040 i Andrònic Sinadè ho fou de diverses províncies, incloent-hi Xipre, durant el regnat de Manuel I Comnè.
A l'Imperi de Nicea, els Sinadens formaven part de l'oposició aristocràtica a la dinastia regnant dels Làscaris. La família assolí el seu zenit sota els emperadors de la dinastia dels Paleòlegs, a finals del segle XIII i primera meitat del segle XIV, quan Joan Sinadè es casà amb Teodora Paleòloga, neboda de l'emperador Miquel VIII Paleòleg, i serví de gran estratopedarca, mentre que els seus fills Joan i Teodor també ocuparen posicions de lideratge militar. Joan el Vell i Teodora també fundaren el Convent de Vévea Elpís i encarregaren un típicon amb il·lustracions magnífiques i retrats de membres de la família. En aquesta època, els Sinadens forjaren vincles matrimonials amb dues altres grans famílies aristocràtiques, els Assén i els Raül).